# Wärmeleitungsgleichung

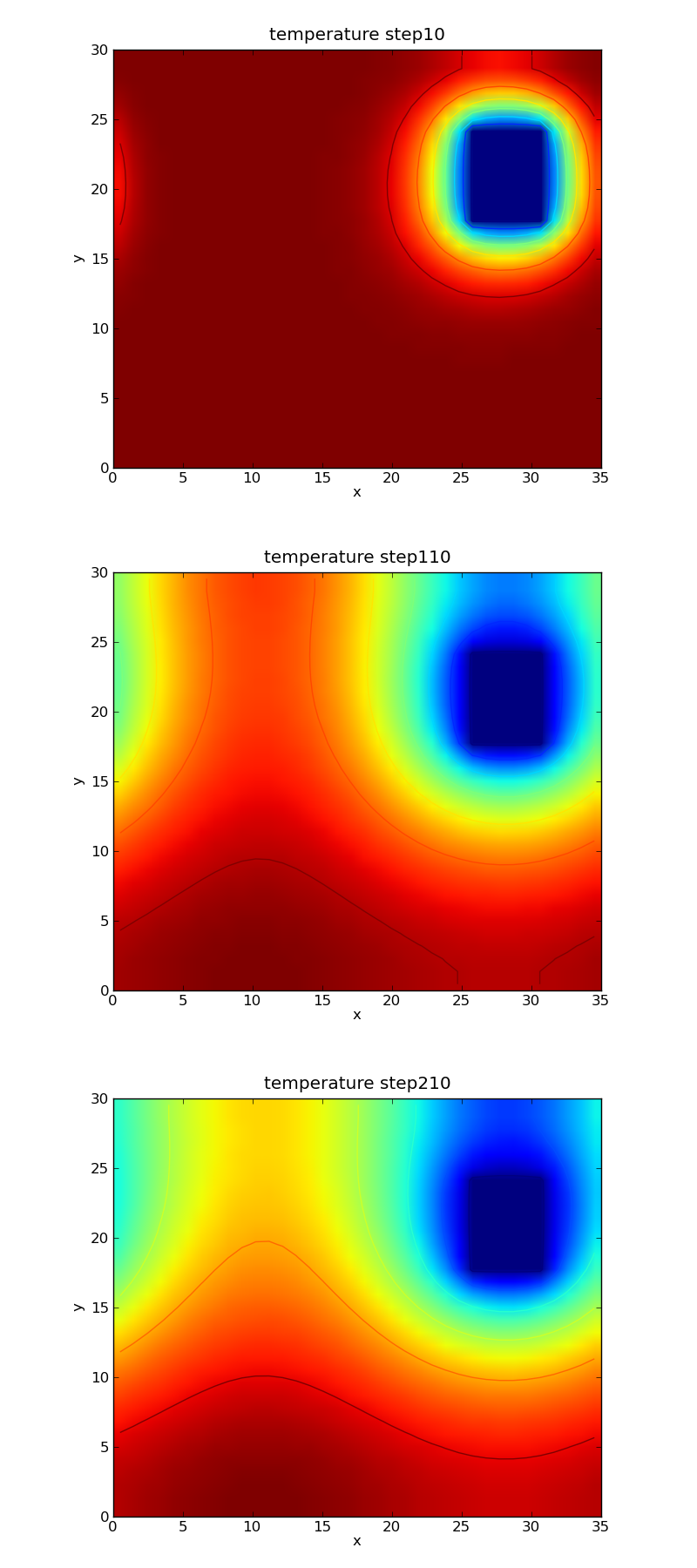
Modell eines Heizrohres, das über eine Metallverstrebung abgekühlt wird, bei verschiedenen Zeitpunkten

Die Wärmeleitungsgleichung oder Diffusionsgleichung ist eine partielle Differentialgleichung zur Beschreibung der Wärmeleitung. Sie ist das typische Beispiel einer parabolischen Differentialgleichung, beschreibt den Zusammenhang zwischen der zeitlichen und der räumlichen Änderung der Temperatur an einem Ort in einem Körper und eignet sich zur Berechnung instationärer Temperaturfelder. Im eindimensionalen Fall (ohne Wärmequellen) besagt sie, dass die (zeitliche) Ableitung der Temperatur das Produkt aus der zweiten räumlichen Ableitung und der Temperaturleitfähigkeit ist. Dies hat eine anschauliche Bedeutung: Wenn die zweite räumliche Ableitung an einem Ort ungleich null ist, so unterscheiden sich die ersten Ableitungen kurz vor und hinter diesem Ort. Der Wärmestrom, der zu diesem Ort fließt, unterscheidet sich also nach dem Fourierschen Gesetz von dem, der von ihm weg fließt. Es muss sich also die Temperatur an diesem Ort mit der Zeit ändern. Mathematisch sind Wärmeleitungsgleichung und Diffusionsgleichung identisch, statt Temperatur und Temperaturleitfähigkeit treten hier Konzentration und Diffusionskoeffizient auf. Die Wärmeleitungsgleichung lässt sich aus dem Energieerhaltungssatz und dem Fourierschen Gesetz der Wärmeleitung herleiten. Die Fundamentallösung der Wärmeleitungsgleichung wird Wärmeleitungskern genannt.

## Formulierung

### Homogene Gleichung
In homogenen Medien lautet die Wärmeleitungsgleichung
{\displaystyle {\frac {\partial }{\partial t}}u({\vec {x}},t)-a\Delta u({\vec {x}},t)=0,}
wobei {\displaystyle u({\vec {x}},t)} die Temperatur an der Stelle {\displaystyle {\vec {x}}} zum Zeitpunkt {\displaystyle t}, {\displaystyle \Delta } der Laplace-Operator bezüglich {\displaystyle {\vec {x}}} und die Konstante {\displaystyle a>0} die Temperaturleitfähigkeit des Mediums ist.
In der mathematischen Literatur verzichtet man häufig auf die Diffusivität-Konstante {\displaystyle a}, das heißt, man setzt {\displaystyle a=1} und betrachtet die kompakte Gleichung
{\displaystyle {\frac {\partial u}{\partial t}}=\Delta u.}
Im stationären Fall, wenn also die Zeitableitung {\displaystyle {\tfrac {\partial u}{\partial t}}} null ist, geht die Gleichung in die Laplace-Gleichung {\displaystyle \Delta u=0} über.
Eine häufig verwendete Vereinfachung berücksichtigt nur eine Raumdimension und beschreibt zum Beispiel die zeitliche Änderung der Temperatur in einem dünnen, relativ dazu langen Stab aus festem Material. Dadurch wird der Laplace-Operator zu einer einfachen zweiten Ableitung:
{\displaystyle {\frac {\partial }{\partial t}}u(x,t)-a{\frac {\partial ^{2}}{\partial x^{2}}}{u(x,t)}=0}

### Nichthomogene Gleichung
In Medien mit zusätzlichen Wärmequellen (z. B. durch Joulesche Wärme oder eine chemische Reaktion) lautet die dann inhomogene Wärmeleitungsgleichung
{\displaystyle {\frac {\partial }{\partial t}}u({\vec {x}},t)-a\Delta u({\vec {x}},t)=f({\vec {x}},t),}
wobei die rechte Seite {\displaystyle f} der Quotient aus volumenbezogener Wärmequelldichte (der pro Volumen und Zeit produzierten Wärmemenge) und der volumenbezogenen Wärmekapazität (dem Produkt aus Dichte und massebezogener Wärmekapazität) ist. Im stationären Fall, wenn also die Zeitableitung null ist, geht die Gleichung in die Poisson-Gleichung über.

## Herleitung
Es wird die Wärmebilanz an einem kleinen Volumenelement (Volumen {\displaystyle V}) betrachtet. In einem abgeschlossenen System, welches keine Volumenarbeit leistet, ist die im System vorhandene Energie gemäß dem ersten Hauptsatz der Thermodynamik erhalten und es gilt {\displaystyle dU=\delta Q}.
Die Kontinuitätsgleichung für die innere Energie kann somit geschrieben werden als:
{\displaystyle {\frac {\partial q}{\partial t}}+{\vec {\nabla }}\cdot {\vec {q}}=0},
wobei {\displaystyle \delta q={\tfrac {\delta Q}{V}}} die Änderung der Wärmedichte bezeichnet und {\displaystyle {\vec {q}}=-\lambda {\vec {\nabla }}T} mit der Wärmeleitfähigkeit {\displaystyle \lambda } die Wärmestromdichte ist.
Mit dem Zusammenhang zur Wärmekapazität {\displaystyle C}  beziehungsweise der spezifischen Wärmekapazität {\displaystyle c} über
{\displaystyle Q=CT=cmT}
mit der Masse {\displaystyle m} und entsprechend bei der volumenbezogenen Größe
{\displaystyle q=c\rho T}
mit der Dichte {\displaystyle \rho } ergibt sich unter der Annahme, dass es keinen Massentransport oder Wärmestrahlungsverluste gibt, sowie der Homogenität des Materials:
{\displaystyle c\rho {\frac {\partial T}{\partial t}}-{\vec {\nabla }}\cdot (\lambda {\vec {\nabla }}T)=c\rho {\frac {\partial T}{\partial t}}-\lambda \Delta T=0}.
Mit der Temperaturleitfähigkeit {\displaystyle a={\tfrac {\lambda }{\rho c}}} folgt obige Gleichung
{\displaystyle {\frac {\partial T}{\partial t}}-a\Delta T=0}.

## Klassische Lösungen

### Fundamentallösung
Eine spezielle Lösung der Wärmeleitungsgleichung ist die sogenannte Fundamentallösung der Wärmeleitungsgleichung. Diese lautet bei einem eindimensionalen Problem
{\displaystyle H(x,t)={\frac {1}{\sqrt {4\pi at}}}\exp \left(-{\frac {x^{2}}{4at}}\right)}
und bei einem {\displaystyle n}-dimensionalen Problem
{\displaystyle H({\vec {x}};t)={\frac {1}{(4\pi at)^{n/2}}}\exp \left(-{\frac {\|{\vec {x}}\|^{2}}{4at}}\right),}
wobei {\displaystyle \textstyle \|{\vec {x}}\|^{2}=\sum _{k=1}^{n}x_{k}^{2}} das Quadrat der euklidischen Norm von {\displaystyle {\vec {x}}} ist.
{\displaystyle H} wird auch als Wärmeleitungskern (oder engl. heat kernel) bezeichnet.  Die funktionale Form entspricht der einer Gauß’schen Normalverteilung mit {\displaystyle \sigma ^{2}=2at}.

### Lösungsformel für das homogene Cauchyproblem
Mit Hilfe der oben angegebenen Fundamentallösung der Wärmeleitungsgleichung kann man für das homogene Cauchyproblem der Wärmeleitungsgleichung eine allgemeine Lösungsformel angeben. Dazu stellt man für gegebene Anfangsdaten {\displaystyle u_{0}} zur Zeit {\displaystyle t=0} zusätzlich die Anfangsbedingung
{\displaystyle \forall \ {\vec {x}}\in \mathbb {R} ^{n}:u({\vec {x}},t=0)=u_{0}({\vec {x}})}
in Form einer Delta-Distribution dar. Die Lösung {\displaystyle u({\vec {x}},t)} des homogenen Anfangswertproblem erhält man für {\displaystyle t>0} durch die Faltung der Fundamentallösung {\displaystyle H} mit den gegebenen Anfangsdaten {\displaystyle u_{0}}:
{\displaystyle u({\vec {x}},t)=(H*u_{0})({\vec {x}},t)=\int _{\mathbb {R} ^{n}}H({\vec {x}}-{\vec {y}},t)u_{0}({\vec {y}})\,d{\vec {y}}}

### Lösungsformel für das inhomogene Cauchyproblem mit Null-Anfangsdaten
Für das inhomogene Anfangswertproblem mit Null-Anfangsdaten {\displaystyle u_{0}({\vec {x}})=0} erhalten wir analog zum homogenen Fall durch die Faltung der Fundamentallösung {\displaystyle H} mit der gegebenen rechten Seite {\displaystyle f} der Differentialgleichung als Lösungsformel:
{\displaystyle u({\vec {x}},t)=(H*f)({\vec {x}},t)=\int _{0}^{t}\int _{\mathbb {R} ^{n}}H({\vec {x}}-{\vec {y}},t-s)f({\vec {y}},s)\,d{\vec {y}}\,ds}

### Allgemeine Lösungsformel
Die Lösungsformel für das inhomogene Cauchyproblem mit beliebigen Anfangsdaten erhält man aufgrund der Linearität der Wärmeleitungsgleichung durch Addition der Lösung des homogenen Cauchyproblems mit der Lösung des inhomogenen Cauchyproblems mit Null-Anfangsdaten, insgesamt also:
{\displaystyle u({\vec {x}},t)=\int _{\mathbb {R} ^{n}}H({\vec {x}}-{\vec {y}},t)u_{0}({\vec {y}})\,d{\vec {y}}+\int _{0}^{t}\int _{\mathbb {R} ^{n}}H({\vec {x}}-{\vec {y}},t-s)f({\vec {y}},s)\,d{\vec {y}}\,ds}

### Weitere Lösungen
In manchen Fällen kann man Lösungen der Gleichung mit Hilfe des Symmetrieansatzes finden:
{\displaystyle u(x,t)=f\left({\frac {x}{\sqrt {at}}}\right)}
Dies führt auf die folgende gewöhnliche Differentialgleichung für {\displaystyle f}:
{\displaystyle \xi f^{\prime }(\xi )=-2f^{\prime \prime }(\xi )}
Eine weitere eindimensionale Lösung lautet
{\displaystyle u(x,t)=\sin \left(2c^{2}at-xc\right)\exp(-cx),}
wobei {\displaystyle c} eine Konstante ist. Mit ihr kann man das Wärmespeicherungsverhalten modellieren, wenn ein Gegenstand (mit einer zeitlich sinusförmigen Temperatur) erhitzt wird.

## Eigenschaften klassischer Lösungen

### Maximumprinzip

Lösung einer zweidimensionalen Wärmeleitungsgleichung

Sei {\displaystyle u} eine Funktion, die die Temperatur eines Festkörpers in Abhängigkeit vom Ort und der Zeit angibt, also {\displaystyle u=u(x_{1},x_{2},x_{3},t)}. {\displaystyle u} ist zeitabhängig, weil sich die thermische Energie mit der Zeit über das Material ausbreitet. Die physikalische Selbstverständlichkeit, dass Wärme nicht aus dem Nichts entsteht, schlägt sich mathematisch im Maximumprinzip nieder: Der Maximalwert (über Zeit und Raum) der Temperatur wird entweder am Anfang des betrachteten Zeitintervalls oder am Rand des betrachteten Raumbereichs angenommen. Diese Eigenschaft gilt allgemein bei parabolischen partiellen Differentialgleichungen und kann leicht bewiesen werden.

### Glättungseigenschaft
Eine weitere interessante Eigenschaft ist, dass selbst wenn {\displaystyle u} zum Zeitpunkt {\displaystyle t=t_{0}} eine Unstetigkeitsstelle hat, die Funktion {\displaystyle u} zu jedem Zeitpunkt {\displaystyle t>t_{0}} stetig im Raum ist. Wenn also zwei Metallstücke verschiedener Temperatur bei {\displaystyle t=t_{0}} fest verbunden werden, wird sich (nach dieser Modellierung) an der Verbindungsstelle schlagartig die mittlere Temperatur einstellen und die Temperaturkurve stetig durch beide Werkstücke verlaufen.